# Ermita de Sant Valeri
L'ermita de Sant Valeri és una església romànica de Vilella de Cinca (Baix Cinca) construïda sobre les restes d'un mausoleu romà conegut com a mausoleu de Sant Valeri.
El que queda del mausoleu romà és principalment un pòdium que li servia de base i que ara forma la base de l'església. A les façanes est i nord s'hi veuen tres o quatre filades de carreus ben escairats coronades per una motllura. Sobre aquest pòdium hi ha algunes filades més de les parets del mausoleu, que devia tenir forma de petit temple amb columnes a la façana principal, amb una certa semblança amb el mausoleu de Favara.
A més, prop de l'església s'han trobat restes d'un fust i dos capitells, en una paret es van aprofitar la pedra d'un arquitrau i a l'entrada hi ha un fragment de paviment d'opus signinum i tessellatum.
L'església és d'una sola nau i de planta rectangular. Al contrari de l'orientació habitual, té l'absis orientat a ponent, i els peus, on s'obre la porta principal, a llevant. La nau és coberta amb dos arcs de diafragma i un embigat. Els arcs són lleugerament apuntats, cosa que indica una influència del primer gòtic sobre aquesta església del romànic tardà, influència que confirma la decoració escultòrica de la porta principal. La porta té dues arquivoltes suportades per dues columnes. Els capitells són decorats amb temes vegetals i geomètrics que s'estenen a la imposta formant una mena de fris.
A la façana de llevant hi ha dues finestres petites d'èpoques diferents, una a cada costat de la porta, i un campanar de cadireta.
A la façana sud hi ha una altra porta, més senzilla, d'arc de mig punt amb grans dovelles, i també una finestra que deu datar del 1705, quan està documentat que es van fer reformes a l'església.